# Republic P-43 Lancer
El Republic P-43 Lancer fue un avión de caza monoplano de ala baja, monomotor y totalmente metálico, construido por Republic, entregado por primera vez al Cuerpo Aéreo del Ejército de los Estados Unidos en 1940. Un desarrollo propuesto fue el P-44 Rocket. Si bien no era un caza de última tecnología, el P-43A tenía unas buenas prestaciones a gran altitud, emparejadas con un efectivo sistema de oxígeno. Rápido y bien armado, con excelentes capacidades de largo alcance, hasta la llegada del P-38 el Lancer era el único caza aliado capaz de interceptar al avión de reconocimiento japonés Mitsubishi Ki-46 "Dinah". Además, el P-43 voló en muchas misiones de fotorreconocimiento a gran altitud hasta que fue reemplazado por los F-4/F-5 Lightning (variantes del P-38), tanto en las USAAF como en la RAAF.

## Diseño y desarrollo
La Seversky Aircraft Company, que en 1939 cambió su nombre a Republic, construyó una serie de variantes únicas de su diseño P-35, de índole privada, presentando diferentes plantas motrices y mejoras, designadas AP-2, AP-7, AP-4 (que voló después del AP-7), AP-9, XP-41. Esta serie incluye una versión embarcada designada NF-1 (Naval Fighter 1) que también fue construida. El más significativo de estos fue el AP-4, que sirvió como base para futuros aviones Seversky/Republic. Presentaba tren de aterrizaje totalmente retráctil, remachado al ras, y, lo más significativo, un motor Pratt & Whitney R-1830-SC2G con un turbo-sobrealimentador montado en el vientre, produciendo 890 kW (1200 hp) y buenas prestaciones a gran altitud. El turbo-sobrealimentador había sido refinado por Boeing como parte del programa de desarrollo del B-17 Flying Fortress, y las mejoradas prestaciones que ofrecía fueron de gran interés para otros constructores de aviones.
El XP-41 y el único AP-4 eran casi idénticos, aunque el AP-4 fue inicialmente equipado con un gran cubo de la hélice y una capota del motor ajustada, como bancada para evaluar métodos para mejorar la aerodinámica de los cazas de motor radial, siguiendo experimentos similares con el primer P-35 de producción. El gran cubo del AP-4 fue más tarde desmontado y se le equipó con una nueva capota ajustada. Sorprendentemente, estas medidas provocaron problemas de sobrecalentamiento. El 22 de marzo de 1939, el motor se incendió en vuelo, el piloto tuvo que saltar, y el AP-4 se perdió. A pesar de la pérdida del prototipo, al USAAC le gustó el demostrador AP-4 con turbo-sobrealimentador lo suficiente como para ordenar 13 más en mayo de 1939, designándolos YP-43.

### Prototipo YP-43
El YP-43 se diferenciaba del AP-4 en que tenía un fuselaje "alomado" con un alto lomo extendiéndose hacia atrás desde la cabina. La toma de aire del motor fue desplazada desde el ala de babor a debajo del motor, resultando en la característica capota ovalada. El avión estaba propulsado por un motor radial R-1830-35 de 14 cilindros refrigerado por aire con un turbo-sobrealimentador General Electric B-2, generando 1200 hp y moviendo una hélice tripala de paso variable. El armamento consistía en dos ametralladoras sincronizadas de 12,7 mm en la capota y una sola ametralladora de 7,62 mm en cada ala.
Los primeros de los 13 YP-43 fueron entregados en septiembre de 1940, el último en abril de 1941. Las primeras pruebas revelaron una fuerte tendencia a la guiñada en las rotaciones de despegue y aterrizaje, arreglada rediseñando la rueda de cola. Aunque el avión superaba los requerimientos iniciales del USAAC en prestaciones, en 1941 estaba claramente obsoleto, careciendo de maniobrabilidad, blindaje, o depósitos de combustible autosellantes. El USAAC se dio cuenta de que el diseño básico del P-35/P-43 había agotado sus reservas para realizar más mejoras en prestaciones y cambió su interés hacia el prometedor P-47.

### Producción
Los aviones de producción, idénticos a los prototipos YP-43, fueron designados "Lancer" y fueron entregados entre el 16 de mayo y el 28 de agosto de 1941. Los retrasos en marcha en el programa del P-47 resultaron en que el USAAC ordenó 80 P-43J adicionales, con motor Pratt & Whitney R-2180-1 Twin Hornet de 1000 kW (1400 hp). El motor prometía mejores prestaciones a gran altitud, y el armamento fue mejorado con ametralladoras de 12,7 mm reemplazando las de 7,62 mm en las alas. El USAAC estaba lo suficientemente interesado como para asignar a la variante AP-4J una designación oficial de P-44 Rocket. Los informes de combate de Europa indicaban que el nuevo modelo ya estaba obsoleto; consecuentemente, la orden entera fue cancelada el 13 de septiembre de 1940, sin prototipos construidos.
Alexander Kartveli y su equipo centraron sus esfuerzos en el avanzado AP-10/XP-47, que finalmente se convirtió en el legendario P-47 Thunderbolt. Cuando el motor Pratt & Whitney R-2800 destinado al nuevo P-47 ya no estuvo disponible, se decidió ordenar 54 P-43 para mantener operativas las líneas de producción de Republic. Unos 125 P-43A-1 adicionales fueron ordenados para China a través del programa de Préstamo-Arriendo, originalmente destinados a equipar al Third American Volunteer Group (AVG). Se diferenciaban inicialmente de los anteriores P-43 de la especificación del Mando de Material Aéreo, en que estaban armados con dos ametralladoras de 12,7 mm en cada ala y no tenían armas en el fuselaje, pero sí un rudimentario blindaje y protección del depósito de combustible. Esto habría requerido una serie de serios cambios de ingeniería. La realidad intervino: realmente, según se entregaron, los P-43A-1 tenían la misma disposición del armamento que los P-43A: cuatro ametralladoras de 12,7 mm, dos en la capota y dos en las alas. Externamente, eran idénticos, y sólo los números de serie diferenciaban los P-43A de los P-43A-1. Muchos de estos aviones fueron equipados con blindaje de la cabina antes de su envío hacia el oeste desde California, en cajas; las evidencias no están claras acerca de si el blindaje de las cabinas provino de Republic o fue improvisado después de la entrega.
Hacia 1942, habían sido construidos un total de 272 P-43 y sus variantes, un número notable, considerando que la intención original era no construir ninguno.

## Historia operacional

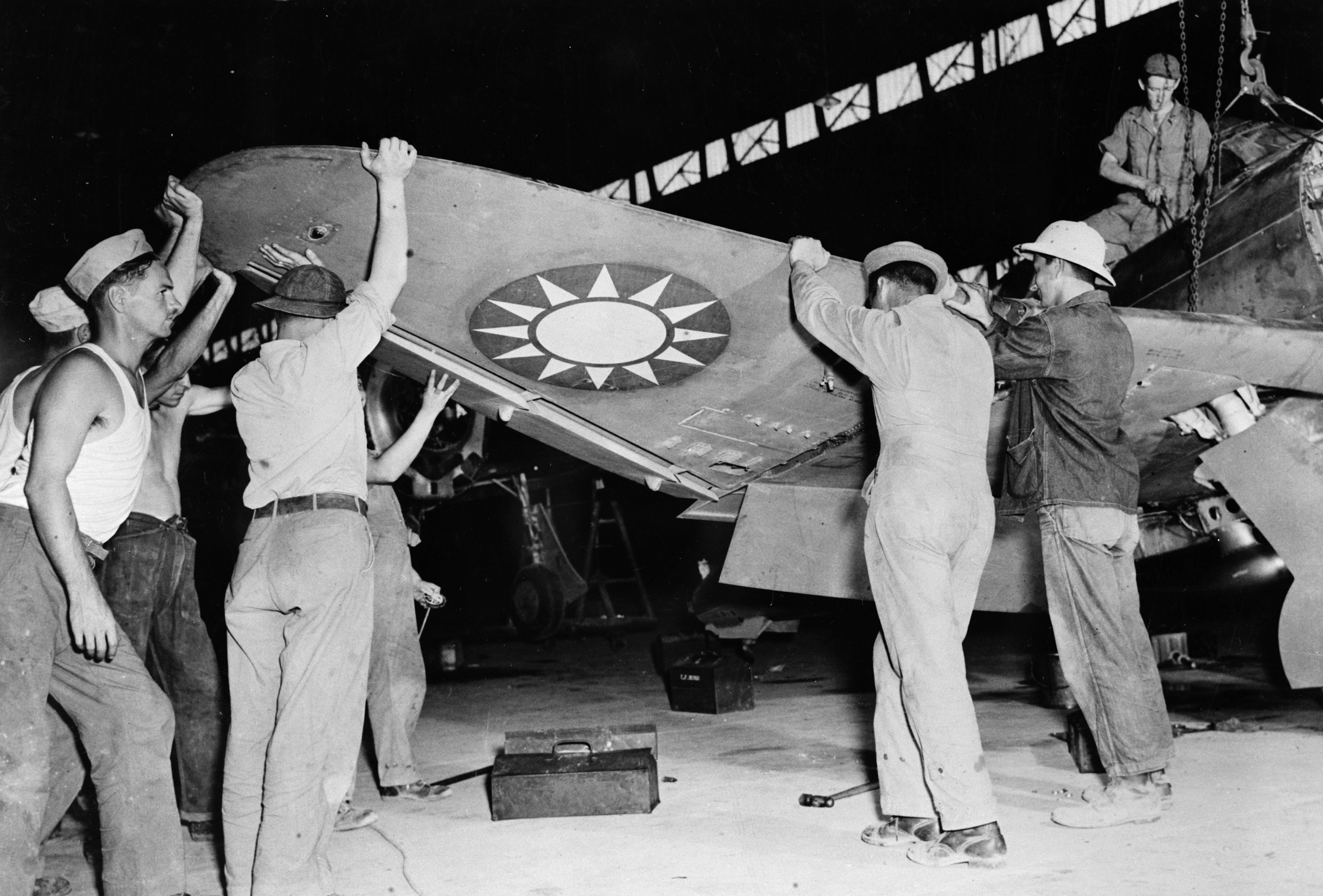
Mantenimiento de un P-43A en China, alrededor de 1943.

Los aviones del Préstamo-Arriendo fueron entregados a China a través del American Volunteer Group de Claire Chennault, los "Tigres Voladores". Los pilotos implicados en los vuelos de transporte alabaron al P-43 por sus buenas prestaciones a gran altitud comparado con el Curtiss P-40, buen régimen de alabeo y un motor radial sin un vulnerable sistema de refrigeración por líquido. Aparentemente, varios pilotos del AVG solicitaron a Chennault quedarse algunos P-43, pero la solicitud fue denegada debido a la falta de blindaje o depósitos de combustible autosellantes del avión. Además, el turbo-sobrealimentador se probó poco fiable y los depósitos de combustible de "ala mojada" goteaban constantemente. En junio de 1942, Robert L. Scott, Jr. (un piloto de las USAAF que apoyaba al AVG) fotografió los picos del Monte Everest desde 13 000 m, dando testimonio de las fortalezas de este avión. El P-43 se desempeñó pobremente en combate en manos de la Fuerza Aérea China contra Japón, debido a su gran vulnerabilidad; fue reemplazado por otros aviones a principios de 1944. La rudimentaria protección añadida a los P-43A-1 era insuficiente. Además, los motores R-1830 del P-43 tenían una gran demanda para el transporte Douglas C-47, realmente inmovilizando en tierra a los aviones supervivientes.
El USAAC consideró obsoleto al P-43 y sus variantes desde el comienzo, y sólo los usó con propósitos de entrenamiento. En otoño de 1942, todos los P-43 supervivientes de las USAAF (transformadas desde el USAAC en junio de 1941) fueron redesignados RP-43, indicando que no eran adecuados para el combate. La mayoría de los aviones que no fueron enviados a China, fueron modificados para realizar tareas de fotorreconocimiento y usados para entrenamiento. Ocho P-43 (cuatro P-43A-1 y cuatro P-43D) fueron prestados a la Real Fuerza Aérea Australiana en 1942, y sirvieron con la No. 1 Photo Reconnaissance Unit, basada en Coomalie Field, 96,56 km al sur de Darwin en el Territorio del Norte. La RAAF voló muchas misiones de fotorreconocimiento de largo alcance y a gran altitud antes de que los seis supervivientes fueran devueltos a las USAAF en 1943.

## Variantes

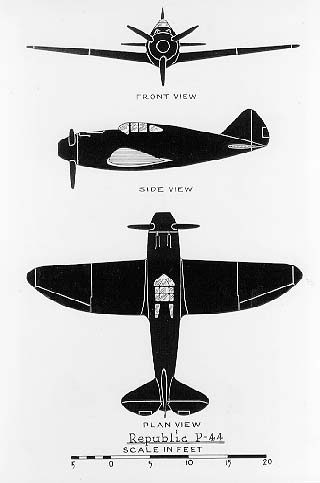
Esquemas del propuesto P-44.

YP-43
Prototipos de preproducción; 13 construidos.
P-43
Primera versión de producción, idéntica al YP-43; 54 construidos.
P-43A
Versión propulsada por el motor R-1830-49 y armada con ametralladoras de 12,7 mm en las alas reemplazando a las de 7,62 mm originales del P-43; 80 construidos.
P-43A-1
Versión para China, blindaje y protección del depósito de combustible rudimentarios, armada con cuatro ametralladoras de 12,7 mm (una por ala, más dos en el morro), soporte central para depósito de combustible externo o hasta 91 kg de bombas; 125 construidos.
P-43B
Versión de fotorreconocimiento con cámaras en la cola; 150 convertidos desde P-43A y P-43A-1.
P-43C
Versión de fotorreconocimiento diferenciándose del P-43B sólo en el equipamiento; dos convertidos desde P-43A.
P-43D
Versión de fotorreconocimiento, motor R-1830-47; seis convertidos desde P-43A.
P-43E
Versión propuesta de fotorreconocimiento con motor R-1830-47, basada en el P-43A.
RP-43
Todos los aviones de las USAAF redesignados como "restringido del combate" en 1942.
P-44 Rocket (AP-4J)
Versión propuesta con motor Pratt & Whitney R-2180-1 Twin Hornet de 1044 kW (1400 hp); no construido.

## Operadores
Australia
- Real Fuerza Aérea Australiana

 Estados Unidos
- Cuerpo Aéreo del Ejército de los Estados Unidos
- Fuerzas Aéreas del Ejército de los Estados Unidos

 República de China
- Fuerza Aérea de la República de China

## Especificaciones (P-43A)

### Características generales
- Tripulación: Uno (piloto)
- Longitud: 8,7 m (28,5 ft)
- Envergadura: 11 m (36,1 ft)
- Altura: 4,3 m (14,1 ft)
- Superficie alar: 20,7 m² (222,8 ft²)
- Peso vacío: 2713 kg (5979,5 lb)
- Peso cargado: 3365 kg (7416,5 lb)
- Peso máximo al despegue: 3837 kg (8456,7 lb)
- Planta motriz: 1× motor radial de 14 cilindros en dos filas, refrigerado por aire Pratt & Whitney R-1830-49.
  - Potencia: 895 kW (1234 HP; 1217 CV)

### Rendimiento
- Velocidad nunca excedida (Vne): 573 km/h (356 MPH; 309 kt)
- Alcance: 1046 km (565 nmi; 650 mi)
- Techo de vuelo: 10 970 m (35 991 ft)
- Régimen de ascenso: 13 m/s (2559 ft/min)
- Carga alar: 163 kg/m² (33,4 lb/ft²)
- Potencia/peso: 0,27 kW/kg (0,16 hp/lb)

### Armamento
- Ametralladoras: 

  - 4x Browning M2 de 12,7 mm (una en cada ala y dos en el morro)

## Aeronaves relacionadas

### Desarrollos relacionados
- Seversky P-35
- Republic P-47 Thunderbolt

### Aeronaves similares
- CAC Boomerang
- Brewster F2A Buffalo
- Curtiss P-36 Hawk
- North American P-64
- Nakajima Ki-44
- PZL.50 Jastrząb
- Polikarpov I-180

### Secuencias de designación
- Secuencia P-_ (Cazas (Pursuit) del USAAC/USAAF/USAF, 1924-1962): ← P-40 - XP-41 - P-42 - P-43 - P-44 - P-45 - XP-46 - P-47 →
- Secuencia A_ (Segunda serie de aviones de la RAAF (1935-1963)): ← A53 - A54 - A55 - A56 - A57 - A58 - A59 →